# 측위

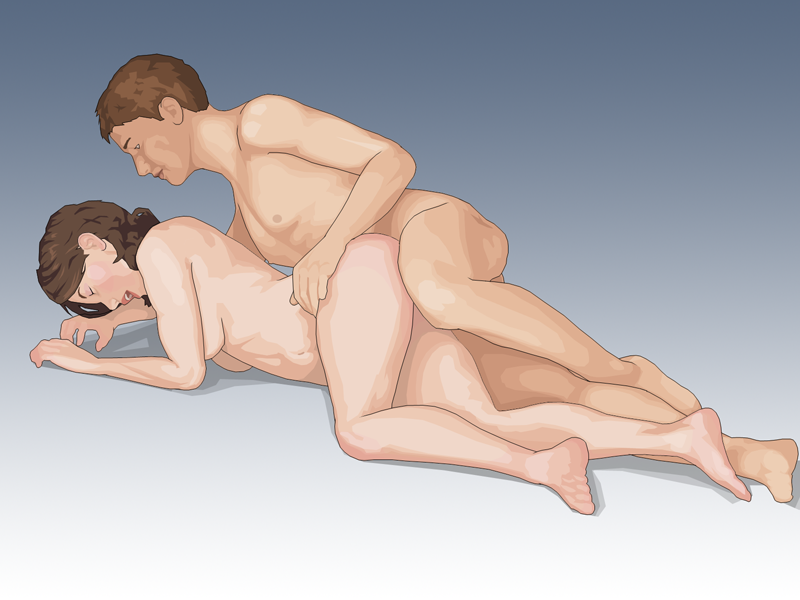
측위

측위(側位)는 인간의 성교 체위의 일종이다. 정상위와 후배위의 변형이다.